# Scherpenheuvel-Zichem
Scherpenheuvel-Zichem (Frans: Montaigu-Zichem) is een stad en gemeente in de Belgische provincie Vlaams-Brabant. De stad telt ongeveer 24.000 inwoners en wordt doorsneden door de rivier de Demer.
Scherpenheuvel is met de O.-L.-Vrouwebasiliek het drukst bezochte bedevaartsoord in België. Zichem is bekend als de geboorteplaats van schrijver Ernest Claes, in wiens boeken het dorp veelvuldig voorkomt, en tevens van de televisieserie Wij, Heren van Zichem. Averbode heeft zijn Norbertijnenabdij.

## Geschiedenis
Tussen Zichem en Diest stond op een heuveltop een eik, in de vorm van een kruis, met een Mariabeeldje (zie boomheiligdom). Volgens de legende vond een herder het beeldje op een dag op de grond. Toen hij het mee naar huis wilde nemen, kon hij op mysterieuze wijze niet meer bewegen. Een schapenboer vond de herder en toen hij het beeld weer op zijn plaats zette, kon de knecht opnieuw vrij bewegen.
Rond het midden van de zestiende eeuw gingen de omwonende Brabanders regelmatig op bedevaart naar de heuvel waar het beeldje staat. In 1602 richtte men een klein kapelletje op. Het aantal bedevaarders bleef toenemen. Veel mensen zochten bescherming tegen de pest.
In 1607 gaven Albrecht en Isabella opdracht om te beginnen met de bouw van een kerk. Het duurde twintig jaar voor ze af was. In 1922 werd de kerk verheven tot basiliek. De basiliek is nog steeds een bedevaartsoord.

## Kernen
Sinds de fusie van 1977 bestaat de fusiegemeente Scherpenheuvel-Zichem uit de deelgemeenten Averbode, Messelbroek, (de stad) Scherpenheuvel, Testelt, en (de stad) Zichem. De deelgemeente Scherpenheuvel bestaat verder nog uit het dorp Schoonderbuken en het gehucht Kaggevinne, terwijl Zichem nog de dorpen Keiberg en Okselaar omvat. In het noorden van Testelt bevindt zich het gehucht Ter Hoeve.

### Deelgemeenten
| # | Naam                  | Opp. (km²) | Inwoners (2022) | Inwoners per km² | NIS-code |
| - | --------------------- | ---------- | --------------- | ---------------- | -------- |
| 1 | Averbode              | 9,19       | 3.463           | 377              | 24134E   |
| 2 | Messelbroek           | 5,80       | 1.955           | 337              | 24134C   |
| 3 | Scherpenheuvel        | 13,44      | 8.439           | 628              | 24134A   |
|   | Scherpenheuvel (kern) | 5,59       | 6.071           | 1.086            |          |
|   | Schoonderbuken        | 1,29       | 1.473           | 1.142            |          |
|   | Kaggevinne            | 6,56       | 895             | 136              |          |
| 4 | Testelt               | 6,76       | 3.115           | 461              | 24134D   |
|   | Testelt (kern)        | 4,07       | 2.007           | 493              |          |
|   | Ter hoeve             | 2,69       | 1.108           | 412              |          |
| 5 | Zichem                | 15,95      | 6.544           | 410              | 24134B-F |
|   | Zichem (kern)         | 9,53       | 3.031           | 318              |          |
|   | Keiberg               | 4,05       | 2.343           | 579              |          |
|   | Okselaar              | 2,38       | 1.170           | 491              |          |

## Demografische ontwikkeling
Alle historische gegevens hebben betrekking op de huidige gemeente, inclusief deelgemeenten, zoals ontstaan na de fusie van 1 januari 1977.
- Bronnen:NIS, Opm:1831 tot en met 1981=volkstellingen; 1990 en later= inwonertal op 1 januari

| Inwoners van jaar tot jaar op 1 januari 1992 tot heden | Inwoners van jaar tot jaar op 1 januari 1992 tot heden | Inwoners van jaar tot jaar op 1 januari 1992 tot heden |
| jaar                                                   | Aantal                                                 | Evolutie: 1992=index 100                               |
| ------------------------------------------------------ | ------------------------------------------------------ | ------------------------------------------------------ |
| 1992                                                   | 20.911                                                 | 100,0                                                  |
| 1993                                                   | 21.172                                                 | 101,2                                                  |
| 1994                                                   | 21.285                                                 | 101,8                                                  |
| 1995                                                   | 21.342                                                 | 102,1                                                  |
| 1996                                                   | 21.381                                                 | 102,2                                                  |
| 1997                                                   | 21.534                                                 | 103,0                                                  |
| 1998                                                   | 21.711                                                 | 103,8                                                  |
| 1999                                                   | 21.725                                                 | 103,9                                                  |
| 2000                                                   | 21.720                                                 | 103,9                                                  |
| 2001                                                   | 21.680                                                 | 103,7                                                  |
| 2002                                                   | 21.671                                                 | 103,6                                                  |
| 2003                                                   | 21.733                                                 | 103,9                                                  |
| 2004                                                   | 21.807                                                 | 104,3                                                  |
| 2005                                                   | 21.885                                                 | 104,7                                                  |
| 2006                                                   | 22.064                                                 | 105,5                                                  |
| 2007                                                   | 22.100                                                 | 105,7                                                  |
| 2008                                                   | 22.309                                                 | 106,7                                                  |
| 2009                                                   | 22.441                                                 | 107,3                                                  |
| 2010                                                   | 22.553                                                 | 107,9                                                  |
| 2011                                                   | 22.595                                                 | 108,1                                                  |
| 2012                                                   | 22.592                                                 | 108,0                                                  |
| 2013                                                   | 22.620                                                 | 108,2                                                  |
| 2014                                                   | 22.751                                                 | 108,8                                                  |
| 2015                                                   | 22.809                                                 | 109,1                                                  |
| 2016                                                   | 22.833                                                 | 109,2                                                  |
| 2017                                                   | 22.924                                                 | 109,6                                                  |
| 2018                                                   | 22.952                                                 | 109,8                                                  |
| 2019                                                   | 23.029                                                 | 110,1                                                  |
| 2020                                                   | 23.078                                                 | 110,4                                                  |
| 2021                                                   | 23.135                                                 | 110,6                                                  |
| 2022                                                   | 23.375                                                 | 111,8                                                  |
| 2023                                                   | 23.705                                                 | 113,4                                                  |
| 2024                                                   | 24.001                                                 | 114,8                                                  |
| 2025                                                   | 24.200                                                 | 115,7                                                  |

## Politiek
Burgemeesters van Scherpenheuvel-Zichem waren:
- 1977 - 1980: Henri Maes (CVP)
- 1980 - 1994: Jef Lemmens (CVP)
- 1995 - 2025: Manu Claes (CVP/CD&V)
- 2025 - heden: Kris Peetermans (Blauw SZ)

#### 2013-2018
Burgemeester is Manu Claes (CD&V). Hij leidt een coalitie bestaande uit CD&V en Open Vld. Samen vormen ze de meerderheid met 16 op 27 zetels.

#### 2019-2025
Burgemeester is Manu Claes (CD&V). Hij leidt een coalitie bestaande uit CD&V en Open Vld. Samen vormen ze de meerderheid met 17 op 27 zetels.

#### 2025-2030
Burgemeester is Kris Peetermans (Blauw SZ). Hij leidt een coalitie bestaande uit Blauw SZ en CD&V. Samen vormen ze de meerderheid met 15 op 27 zetels. Door een uiteindelijk afgewezen klacht bij de Raad voor Verkiezingsbetwistingen over de al dan niet foutief aangegeven verkiezingsuitgaven binnen de lijst stadSZteam, duurde het tot 3 januari 2025 voor de gemeenteraad werd geïnstalleerd.

### Resultaten gemeenteraadsverkiezingen sinds 1976
| Partij of kartel     | Partij of kartel                 | 10-10-1976 | 10-10-1976 | 10-10-1982 | 10-10-1982 | 9-10-1988 | 9-10-1988 | 9-10-1994 | 9-10-1994 | 8-10-2000 | 8-10-2000 | 8-10-2006 | 8-10-2006 | 14-10-2012 | 14-10-2012 | 14-10-2018 | 14-10-2018 | 13-10-2024 | 13-10-2024 |
| Stemmen / Zetels     | Stemmen / Zetels                 | %          | 27         | %          | 27         | %         | 27        | %         | 27        | %         | 27        | %         | 27        | %          | 27         | %          | 27         | %          | 27         |
| -------------------- | -------------------------------- | ---------- | ---------- | ---------- | ---------- | --------- | --------- | --------- | --------- | --------- | --------- | --------- | --------- | ---------- | ---------- | ---------- | ---------- | ---------- | ---------- |
|                      | CVP1/ CD&V+N-VAA/ CD&V2          | 29,451     | 9          | 36,681     | 11         | 41,831    | 13        | 36,511    | 12        | 31,291    | 10        | 39,13A    | 12        | 32,642     | 10         | 29,82      | 9          | 19,92      | 6          |
|                      | VU1/ VU&ID2/ CD&V+N-VAA/ N-VA3   | 6,811      | 1          | 9,121      | 2          | 5,051     | 0         | -         |           | 3,142     | 0         | 39,13A    | 12        | 19,163     | 5          | 19,43      | 5          | 18,63      | 5          |
|                      | PVV1/ VLD2/ Open Vld3/ Blauw SZ4 | 31,231     | 9          | 15,021     | 4          | 17,611    | 4         | 10,652    | 2         | 15,492    | 4         | 19,32     | 5         | 19,853     | 6          | 28,23      | 8          | 29,54      | 9          |
|                      | SP1/ sp.a2/ Vooruit3             | 22,171     | 6          | 311        | 9          | 34,381    | 10        | 39,711    | 13        | 32,651    | 11        | 26,592    | 7         | 15,752     | 4          | 9,92       | 2          | 5,83       | 1          |
|                      | Vlaams Blok1/ Vlaams Belang2     | -          |            | -          |            | 1,121     | 0         | 4,171     | 0         | 8,141     | 2         | 14,982    | 3         | 9,612      | 2          | 12,82      | 3          | 16,23      | 4          |
|                      | StadSZteam                       | -          |            | -          |            | -         |           | -         |           | -         |           | -         |           | -          |            | -          |            | 10,0       | 2          |
|                      | AGALEV                           | -          |            | -          |            | -         |           | 3,83      | 0         | 4,06      | 0         | -         |           | -          |            | -          |            | -          |            |
|                      | G.B.                             | -          |            | 8,17       | 1          | -         |           | -         |           | -         |           | -         |           | -          |            | -          |            | -          |            |
|                      | AGB                              | 9,99       | 2          | -          |            | -         |           | -         |           | -         |           | -         |           | -          |            | -          |            | -          |            |
| Anderen(*)           | Anderen(*)                       | 0,35       | 0          | -          |            | -         |           | 5,13      | 0         | 5,22      | 0         | -         |           | 3,01       | 0          | -          |            | -          |            |
| Totaal stemmen       | Totaal stemmen                   | 14843      | 14843      | 15490      | 15490      | 15801     | 15801     | 16523     | 16523     | 16882     | 16882     | 17307     | 17307     | 17118      | 17118      | 17323      | 17323      | 11646      | 11646      |
| Opkomst %            | Opkomst %                        |            |            |            |            | 96,98     | 96,98     | 95,69     | 95,69     | 95,04     | 95,04     | 95,82     | 95,82     | 93,35      | 93,35      | 93,6       | 93,6       | 60,8       | 60,8       |
| Blanco en ongeldig % | Blanco en ongeldig %             | 2,74       | 2,74       | 4,74       | 4,74       | 4,18      | 4,18      | 4,59      | 4,59      | 4,78      | 4,78      | 4,58      | 4,58      | 5,13       | 5,13       | 5,3        | 5,3        | 1,7        | 1,7        |

De rode cijfers naast de gegevens duiden aan onder welke naam de partijen telkens bij een verkiezing opkwamen.

De zetels van de gevormde meerderheid staan vetjes afgedrukt. De grootste partij is in kleur.

 (*) 1976: PVDA (0,35%) / 1994: OK (4,5%), TR (0,63%) / 2000: G.B. (5,22%) / 2012: 1 Voor Allen (1,99%), ANDERS (1,02%) 

## Geboren
- Ludolfus Jozef Brems, O. Praem. (1870-1958), norbertijn en titulair bisschop van Kopenhagen, geboren in Testelt
- Ernest Claes (1885-1968), schrijver, geboren in Zichem
- Peter Jan Beckx s.j. (1795-1887), 22ste overste van de Jezuïetenorde, geboren in Zichem
- Johnny White (1946-2014), zanger
- Rob Van Eyck (1939-...), cineast
- Luc Haekens (1968-...), journalist en documentairemaker

## Aangrenzende gemeenten
| Aangrenzende gemeenten | Aangrenzende gemeenten | Aangrenzende gemeenten | Aangrenzende gemeenten | Aangrenzende gemeenten |
| ---------------------- | ---------------------- | ---------------------- | ---------------------- | ---------------------- |
| Herselt                |                        | Laakdal                |                        | Tessenderlo            |
|                        |                        |                        |                        |                        |
| Aarschot               | Diest                  |                        |                        |                        |
|                        |                        |                        |                        |                        |
| Tielt-Winge            |                        | Bekkevoort             |                        |                        |